# Linia kolejowa nr 32
Linia kolejowa nr 32 Czeremcha – Białystok – niezelektryfkowana, jednotorowa linia kolejowa o długości 76,423 km oddana do użytku w 1873 roku. Dawniej – jeszcze jako dwutorowa – była częścią kolei Brzesko-Grajewskiej, stanowiącej połączenie Morza Czarnego z Prusami Wschodnimi i Morzem Bałtyckim.

## Ruch pociągów
Na całej długości linii prowadzony jest ruch towarowy i pasażerski. W latach 2004–2011 samorząd województwa podlaskiego zakupił w sumie 11 autobusów szynowych, które kursują na trasach Białystok – Czeremcha, Czeremcha–Siedlce oraz Czeremcha–Hajnówka. Miało to uratować tę lokalną linię przed zamknięciem, gdyż stan torów był zły i składy wagonowe mogły się poruszać z prędkością 30 km/h. Szynobusy jeździły na tej trasie z prędkością 60 km/h.
Na linii czynnymi posterunkami ruchu są: Czeremcha (stacja), Gregorowce (stacja), SWEDSPAN Polska (bocznica szlakowa), Lewki (posterunek odgałęźny), Bielsk Podlaski (stacja), Strabla (stacja), Lewickie (stacja), Białystok JW 157 (bocznica szlakowa), Białystok (stacja). Ruch pociągów pomiędzy posterunkami prowadzony jest za pomocą półsamoczynnej dwukierunkowej jednoodstępowej blokady liniowej. Wszystkie stacja pośrednie wyposażone są w sygnalizację świetlną i elektryczne sterowanie rozjazdów.

## Dworce
Na stacjach i przystankach osobowych zlokalizowane są dworce kolejowe. Część budynków jest zamknięta, część została wyburzona. Czynne kasy biletowe znajdują się tylko na dworcach w Czeremsze i Białymstoku.

Ze środków Programu Operacyjnego Polska Wschodnia trwa przebudowa dworca kolejowego w Czeremsze oraz w Białymstoku, natomiast w Bielsku Podlaskim wybudowany zostanie nowy obiekt. W przypadku dworców w Czeremsze i Bielsku Podlaskim nowe budynki będą realizowane w formule dworców systemowych. 

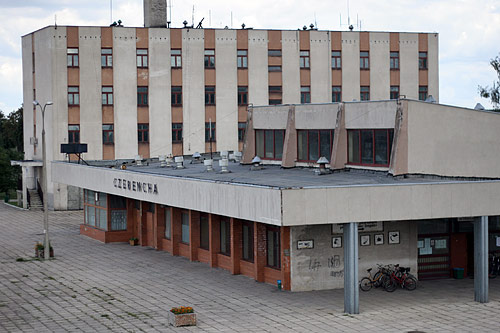
Dworzec Czeremcha przed przebudową.
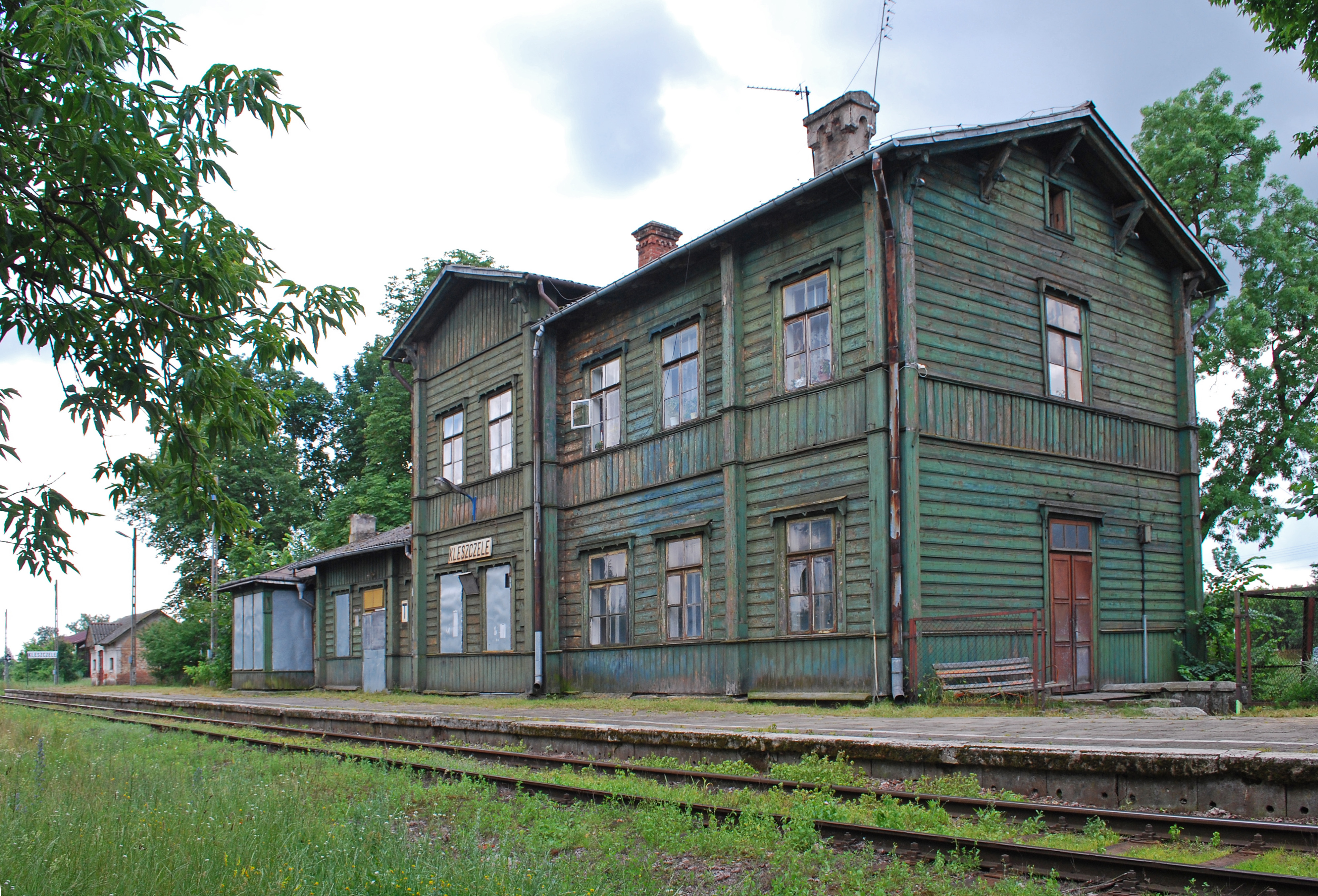
Nieczynny dworzec w Kleszczelach.
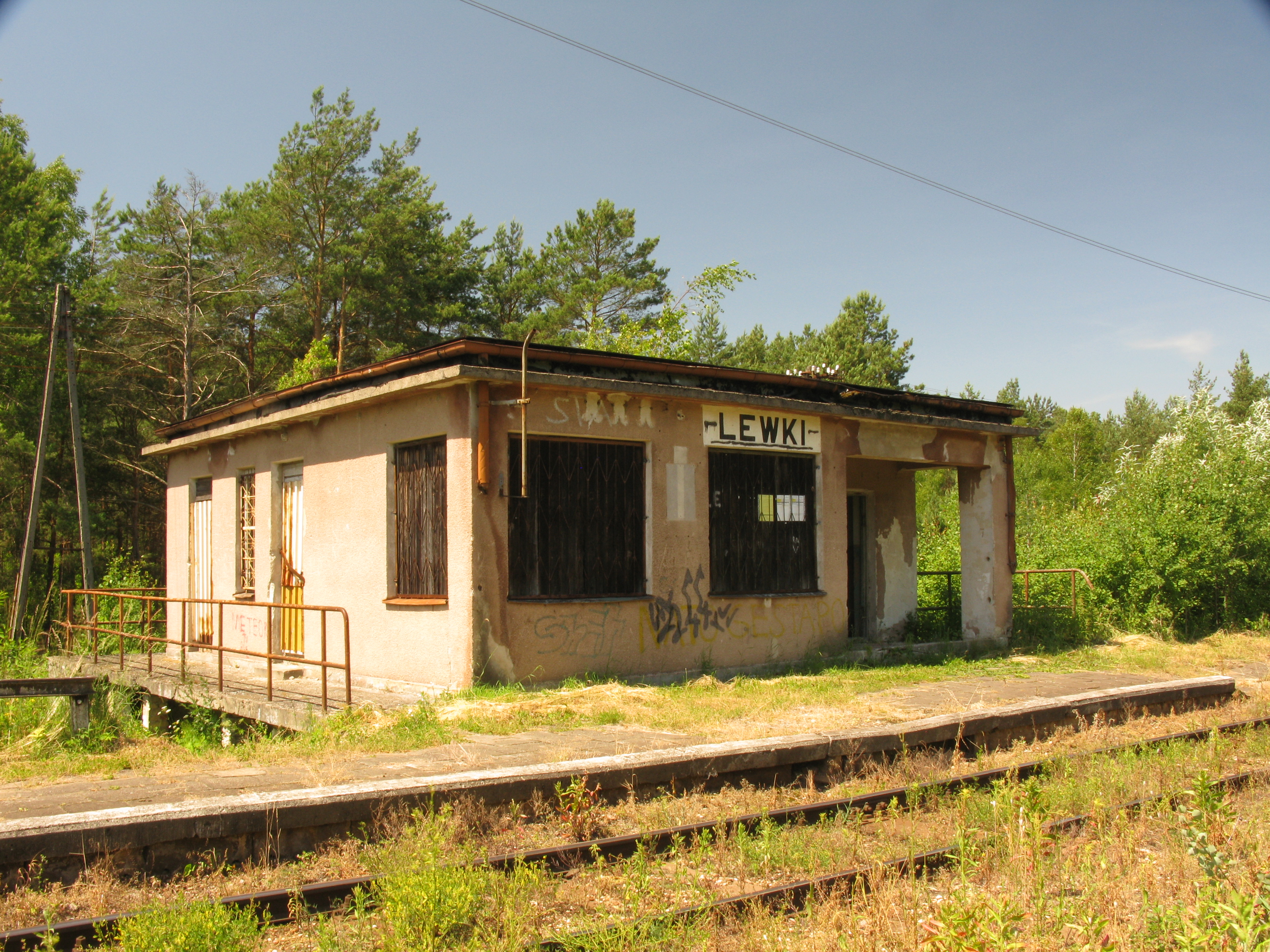
Dworzec Lewki.
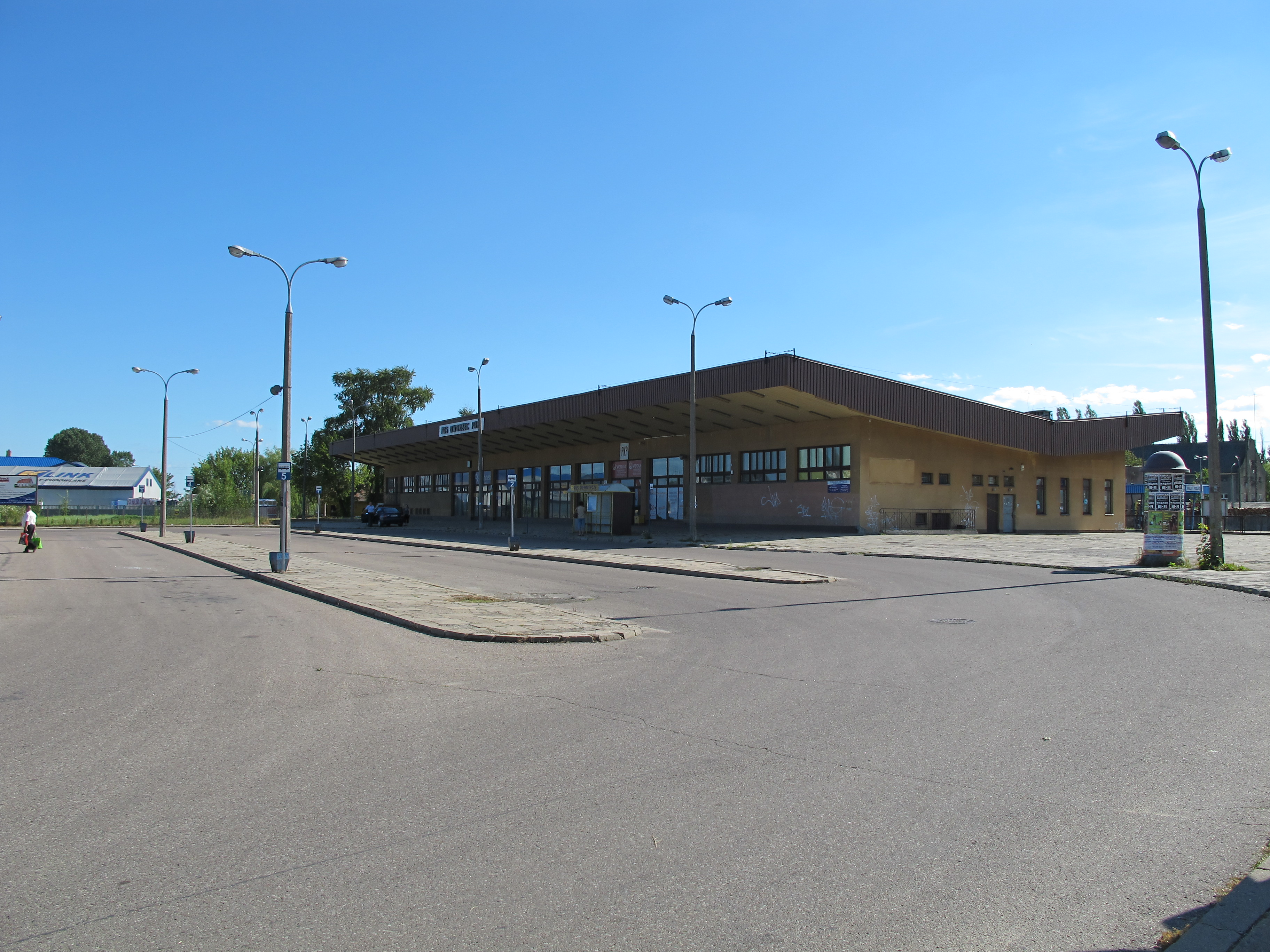
Dworzec kolejowo-autobusowy Bielsk Podlaski przed wyburzeniem.
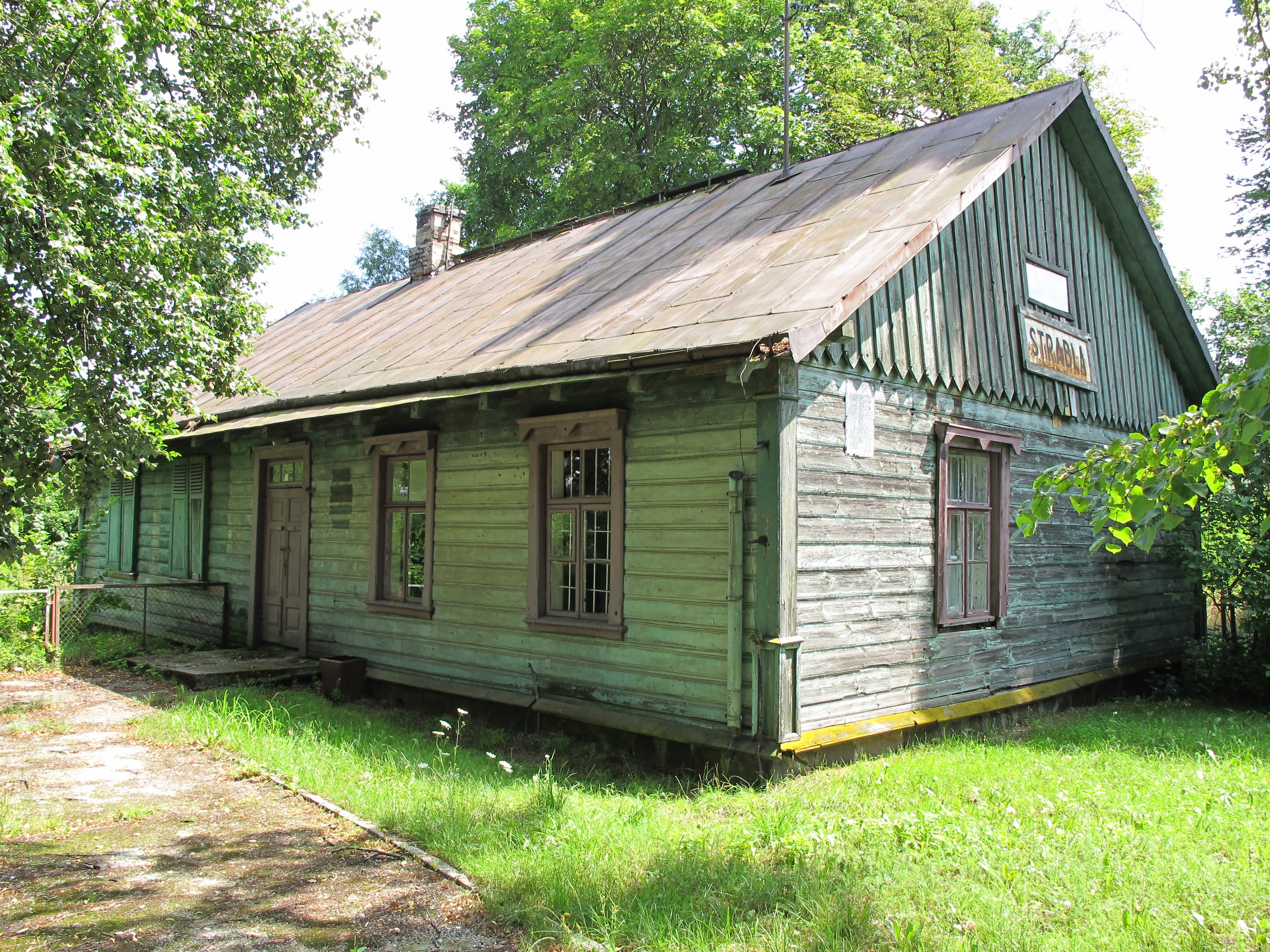
Dworzec w Strabli.
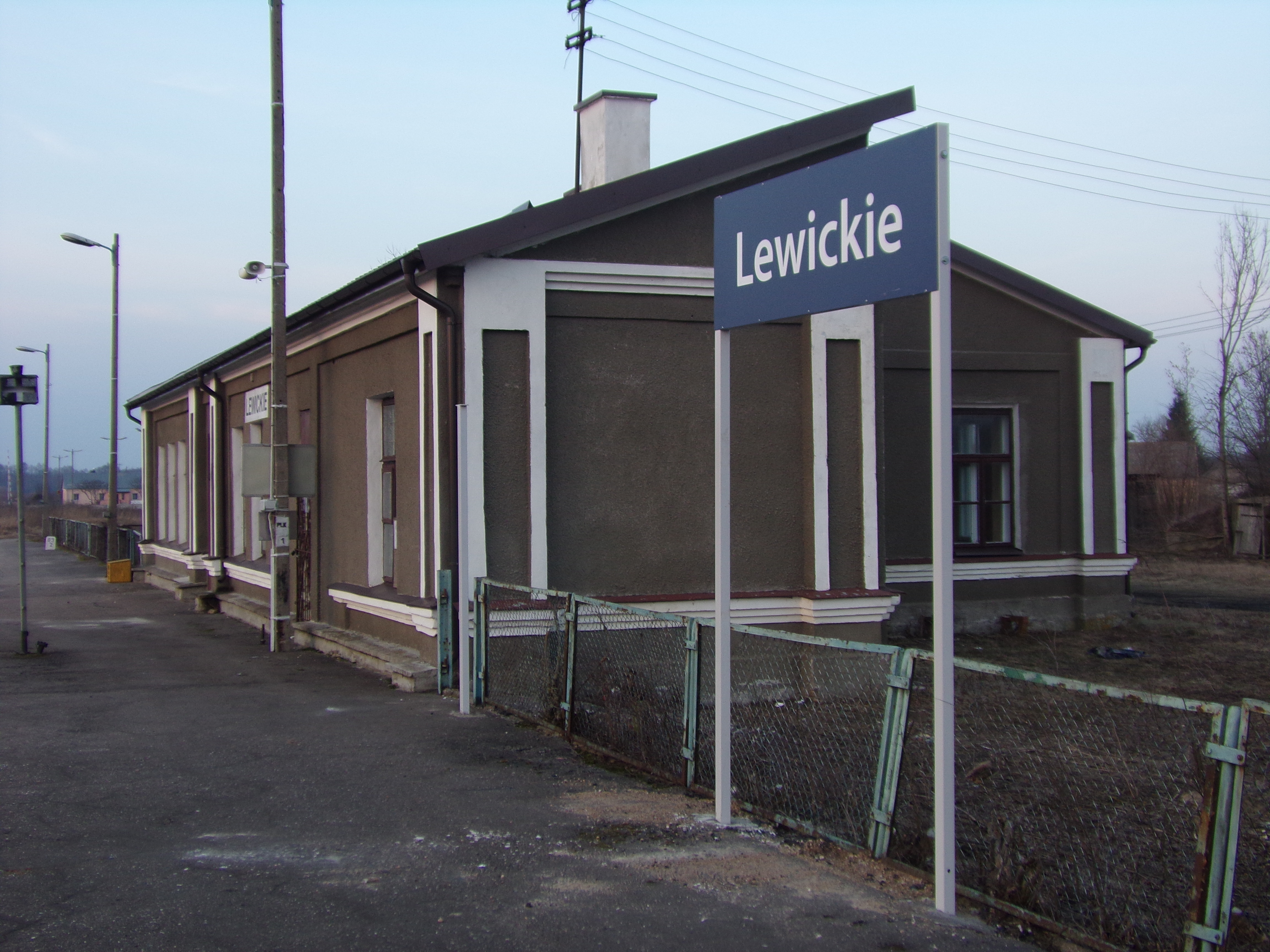
Lewickie
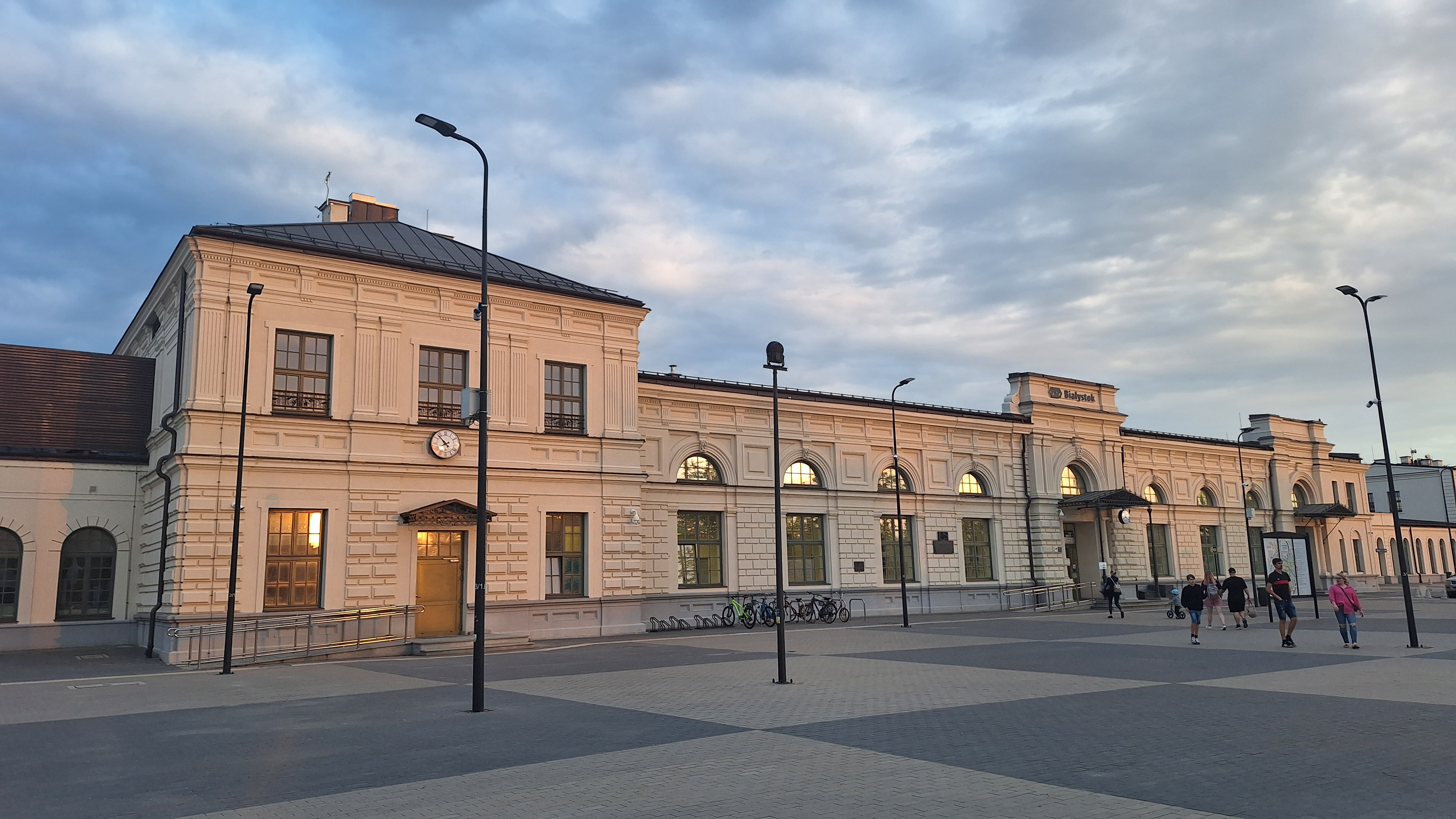
Dworzec kolejowy Białystok

## Remont
27 stycznia 2017 PKP PLK podpisały z przedsiębiorstwem Track Tec umowę na remont nawierzchni torowej na linii nr 32 w ramach prac na liniach objazdowych dla linii nr 6, natomiast 28 sierpnia 2018 umowę z Torpolem na prace na odcinku pomiędzy Białymstokiem a Bielskiem Podlaskim obejmujące budowę nowych przystanków osobowych (Orzechowicze, Hryniewicze i Białystok Nowe Miasto), modernizację 6 przystanków, przebudowę 7 km torów, budowę 3 nowych mostów, remont 5 mostów i modernizację 25 przejazdów kolejowo-drogowych. Prace te są finansowane z Programu Operacyjnego Polska Wschodnia, a linia ma stanowić część tzw. Magistrali Wschodniej. W ramach prac modernizacyjnych na linii nr 6 (odc. Czyżew-Białystok) przewidziano budowę przystanku Białystok Zielone Wzgórza, którego jeden z peronów ma obsługiwać pociągi z linii nr 32.

## Charakterystyka techniczna
| odcinek linii | odcinek linii | pociągi pasażerskie | szynobusy | pociągi towarowe |
| km pocz.      | km końcowy    | Tor 1               | Tor 1     | Tor 1            |
| 0,884         | 2,000         | 70                  | 70        | 60               |
| 2,000         | 31,089        | 100                 | 100       | 80               |
| 31,089        | 47,100        | 100                 | 100       | 80               |
| 47,100        | 48,600        | 80                  | 80        | 80               |
| 48,600        | 63,288        | 100                 | 100       | 80               |
| 63,288        | 77,307        | 60                  | 60        | 60               |